# Озрек
Озрек (рос. Озрек) — село у Лескенському районі Кабардино-Балкарії Російської Федерації.
Орган місцевого самоврядування — сільське поселення Озрек. Населення становить 1522 особи.

## Історія
Згідно із законом від 27 лютого 2005 року органом місцевого самоврядування є сільське поселення Озрек.

## Населення
| 2002  | 2010  | 2012  | 2013  | 2014  | 2015  | 2016  |
| ----- | ----- | ----- | ----- | ----- | ----- | ----- |
| 1539  | ↘1522 | ↘1511 | ↘1506 | ↘1498 | ↘1453 | ↘1444 |
| 2017  | 2018  | 2019  | 2020  |       |       |       |
| ↘1442 | ↘1435 | ↘1434 | ↘1433 |       |       |       |